# Зупинка на обрії
Зупинка на обрії (нім. Station am Horizont) — роман німецького письменника Еріха Марії Ремарка.

Твір було вперше опубліковано в 1927—1928 роках у німецькому журналі "Sport im Bild". Як окреме видання роман вийшов лише в 1998 році. В бібліографії письменника серед романів, "Зупинка на обрії" є третьою, їй передують лише "Мансарда мрій" (Die Traumbude) (1920) та "Ґем" (Gam) (1924). Вважають, що саме у цьому творі вперше з'являються стилістичні особливості, характерні для Ремарка.

## Сюжет
Головний герой роману — автогонщик Кай, як і більшість персонажів Ремарка, ветеран Першої світової війни, що попри пережите, намагається повернутись до свого передвоєнного життя. У пошуках втраченої в окопах жаги до життя Кай подорожує курортами Старого Світу, вкритого руїнами повоєнного часу, бере участь у ризикованих автогонках та опиняється у товаристві жінок вищого світу та менеджерів великих автоконцернів. Шукаючи кохання, Кай розривається між трьома жінками: приземленою і простою селянкою Барбарою, її повною протилежністю — елегантною, незалежною й самовпевненою графинею Ліліан та раціональною й поміркованою американкою Мод. З'ясовуючи своє місце у повоєнному світі й намагаючись віднайти себе, Кай усе частіше звертається до спогадів з дитинства про батьківський дім, близьких людей у рідному селі, де на горизонті виднілась сама лише залізнична зупинка...

## Паралелі з іншими творами письменника
Роман "Зупинка на обрії" ще не перекладений українською мовою, однак у іншому творі Ремарка "Життя у позику" (Geborgtes Leben) (1959/61), який вже є в українському перекладі, знов зустрічаємо елегантну й незалежну спадкоємицю — Ліліан Дюнкерк та головного героя — готового до будь-яких ризиків автогонщика Клерфе. У травні буде опублікована книга вперше українською мовою видавництвом Клуб Сімейного Дозвілля. 